# Schlacht bei Stawutschan
Die Schlacht bei Stawutschan (russisch Ставучанское сражение) war eine Schlacht zwischen den Truppen des Russischen Kaiserreichs und des Osmanischen Reichs bei Stawutschan (heute: Rajon Dnister) im Russisch-Österreichischen Türkenkrieg (1736–1739).

## Vorgeschichte
Seit Beginn des Kriegs 1736 führten die Truppen des Russischen Kaiserreichs mehrere Feldzüge gegen das Khanat der Krim und das Osmanische Reich. 1738 wurde Peter von Lacy auf der Krim stationiert. Währenddessen drang Burkhard Christoph von Münnich in die Donaufürstentümer ein. Eine Mischung aus osmanischen Deckungstruppen und Krankheiten führte bald zu einem russischen Rückzug. Mit Verlusten in Höhe der Hälfte seiner Armee und der gesamten Feldartillerie befahl Münnich nun, die russischen Gewinne bei Otschakiw und im nahegelegenen Kinburn aufzugeben. Nur Asow blieb in russischer Hand.
An der österreichischen Front drangen die Osmanen in die Provinz Banat ein und begannen, Belgrad zu bedrohen, was die Österreicher zu einer Verteidigungstaktik zwang. 1739 fand ein weiterer russischer Feldzug statt.

## Verlauf
Anfang Juni 1739 überquerte Münnich den Dnepr. Er teilte seine Truppen auf, um einen zweigleisigen Angriff auf die osmanische Festung Chotyn am mittleren Dnister zu starten. Am 27. August 1739 erreichten seine aus 48.000 Mann und 220 Geschützen bestehenden Truppen das Tal an der Nahtstelle der Dörfer Nedobojiwzi und Stawutschan (ca. 10 km südwestlich von Chotyn). Auf den Höhen zwischen diesen Dörfern errichteten die aus 90.000 Mann und 70 Geschützen bestandenen osmanischen Truppen unter Serasker Veli Pascha ein stark befestigtes Lager, wobei er der rechten Flanke, wo die Straße nach Chotyn verlief, besondere Aufmerksamkeit schenkte. Veli Pascha glaubte, die russischen Truppen in eine Falle gelockt zu haben und schickte die aus bis zu 50.000 Mann bestandene krimtatarische Kavallerie in den Rücken der russischen Truppen und die aus ungefähr 10.000 Mann bestandene türkische Kavallerie unter dem Befehl von Koltschak Pascha und Dsching-Ali Pascha an ihre Flanken. Die russischen Truppen formierten sich zu drei Karrees, umzingelten sich mit Spanischen Reitern und schlugen den Angriff zurück.
Danach beschloss Münnich, den Feind mit einer Angriffsdemonstration auf seiner rechten Flanke abzulenken und das Lager mit einem Angriff auf der linken Flanke im Sturm zu erobern. Am Morgen des 28. August unternahm eine speziell eingesetzte aus bis zu 9000 Mann und ungefähr 50 Geschützen bestandene Abteilung von Generalmajor G. Biron eine Angriffsdemonstration. Veli Pascha verlegte einen Teil seiner Truppen auf die rechte Flanke und schwächte so die linke Flanke weiter. Als Münnich davon erfuhr, gab er den Befehl zum Vorrücken der Hauptstreitkräfte. Die russischen Truppen rückten in Karreeformation auf die Anhöhen vor und eroberten bis zum Abend die osmanischen Stellungen.

## Folgen
Die Osmanen verloren bis zu 1000 Mann und 50 Kanonen und zogen sich in Unordnung zum Pruth und über die Donau zurück. Die russischen Verluste beliefen sich auf 1800–2000 Mann. Chotyn kapitulierte am 30. August. Bis September 1739 besetzten die russischen Truppen den Großteil der Walachei. Während Münnich sich darauf vorbereitete, die Donau für entscheidende Operationen zu überqueren, nahmen die Österreicher, deren Truppen weniger erfolgreich waren, Verhandlungen mit den Osmanen auf. Ein Abkommen wurde unterzeichnet, das zum Frieden von Belgrad führte.
Da sein Verbündeter weg war und ein Krieg mit Schweden drohte, entschied sich das Russische Reich im Oktober 1739 für die Unterzeichnung des Vertrags von Niš. Die Russen gaben Teile Moldaus und Bessarabiens, einschließlich Chotyn, an die Osmanen zurück und versprachen, die Befestigungen in Asow abzubauen, das die Russen jedoch als Hafen behielten. Die Osmanen öffneten das Schwarze Meer für russische Handelsaktivitäten.